# Ашик-Кериб (фильм)
«Ашик-Кериб» — художественный фильм (драма), снятый режиссёрами Давидом Абашидзе и Сергеем Параджановым на киностудии Грузия-фильм в 1988 году.
Фильм посвящается светлой памяти Андрея Тарковского и называется исследователями в качестве одного из образцов поэтического кинематографа.

## История создания и фестивальных показов
«Ашик-Кериб» стал последним законченным кинофильмом Сергея Параджанова (следующий фильм 1990 года «Исповедь» не был окончен) и последним фильмом Давида Абашидзе как режиссёра и актёра.
Фильм не выпускали в широкий прокат. Параджанов представил его на кинофестивалях в Нидерландах, ФРГ (Мюнхенский кинофестиваль) и Венеции. Только после участия в международных кинофестивалях фильму было выдано прокатное удостоверение.
В 1988 году в Москву приезжал представитель Каннского кинофестиваля Робер Фавр Л’Брэ. Он хотел взять фильм «Ашик-Кериб» в конкурсную программу кинофестиваля, но фильм к тому времени не был готов. Другие два десятка фильмов, которые были отобраны и предложены ему, Робера Фавра Л’Брэ не заинтересовали.
Во время первой церемонии вручения «Европейского Оскара» (ноябрь 1988 года, Западный Берлин) фильм «Ашик-Кериб» был номинирован в категории «Лучший режиссёр» (премию в этой категории получил Вим Вендерс за фильм «Небо над Берлином») и получил специальный приз за лучшее художественное оформление кинокартины.
Когда фильм показывался на 45-м Венецианском кинофестивале, то он не был включён в конкурсную программу из-за того, что до этого показывался на Мюнхенском кинофестивале. Жюри Венецианского кинофестиваля обратилось в Американскую киноакадемию с просьбой выдвинуть фильм Параджанова на соискание кинопремии «Оскар».

## Сюжет
Фильм снят по мотивам одноимённой сказки Михаила Лермонтова, написанной на основе азербайджанской народной сказки / дастана.
Бедняк Ашик-Кериб играет на сазе на свадьбах и других праздниках. Он полюбил Магуль-Мегери — дочь богача. Ашик-Кериб клянётся странствовать семь лет и стать богатым или умереть.
Соперник крадёт одежду Ашик-Кериба. Другие персонажи думают, что Ашик-Кериб утонул. Мать Ашик-Кериба от выплаканных слёз теряет зрение. Его соперник всё более настойчиво добивается руки Магуль-Магери.
Бедный музыкант попадает к султану и поёт ему про свою любовь. Султану очень нравится эта песня, и он одаряет Ашик-Кериба золотом. Семь лет он живёт в достатке и почти забыл свою невесту.
После чудесной встречи с таинственным всадником на белом коне Ашик-Кериб получает возможность с помощью волшебного средства исполнить любое желание. Он переносится в своё родное селение, очутившись на свадьбе отнятой у него любимой и человека, виновного в случившихся несчастьях.
В доме богача его поднимают на смех, узнав о том, что Ашик-Кериб уверяет своих слушателей, что в мгновенье проделал дальнюю дорогу, занимавшую обычно не один день пути.
Разъярённый жених грозится убить Ашик-Кериба. Тот в доказательство правдивости своих слов просит привести на свадебный пир свою ослепшую мать. Убитую горем женщину, убеждённую в смерти сына, приводят в комнату, где собрались гости. Ашик-Кериб проводит по невидящим глазам матери белым платком, и к ней возвращается зрение.
Посрамлённый соперник бежит, а празднующий победу Ашик-Кериб, переодетый в белоснежные одежды, готовится к свадьбе со своей вновь обретённой возлюбленной.

## В ролях
- Юрий Мгоян — Ашик-Кериб
- Софико Чиаурели — мать
- Рамаз Чхиквадзе — Али-ага
- Константин Степанков — учитель
- Варвара Двалишвили — сестра
- Вероника Метонидзе
- Давид Абашидзе
- Тамаз Вашакидзе
- Давид Довлатян
- Нодар Дугладзе
- Леван Натрошвили
- Георгий Овакимян
- Вячеслав Степанян
- Зураб Кипшидзе — читает русский текст

## Создатели фильма
- Режиссёры: Сергей Параджанов, Давид Абашидзе
- Сценарист: Гия Бадридзе
- Оператор: Альберт Явурян
- Музыка: Джаваншир Гулиев
- Художник: Шота Гоголашвили, Георгий Алекси-Месхишвили, Николай Сандукели
- Звукорежиссёр: Гарри Кунцев
- Исполнение песен: Алим Гасымов
- Хореограф: С. Алексидзе

## Призы
- Приз «Феликс-88» (на первой церемонии вручения) — художникам фильма Г. Алекси-Месхишвили, Н. Сандукели, Ш. Гоголашвили.
- Приз «Ника-90» — лучшему игровому фильму, режиссёрам, оператору, художнику по костюмам (С. Параджанову). «Ашик-Кериб» стал одним из двух нерусскоязычных фильмов, которые получили главную награду за «Лучший фильм» на этой кинопремии.